# Райершид
Райершид (нем. Rayerschied) — община в Германии, в земле Рейнланд-Пфальц. 
Входит в состав района Рейн-Хунсрюк. Подчиняется управлению Зиммерн.  Население составляет 107 человек (на 31 декабря 2010 года). Занимает площадь 2,51 км².

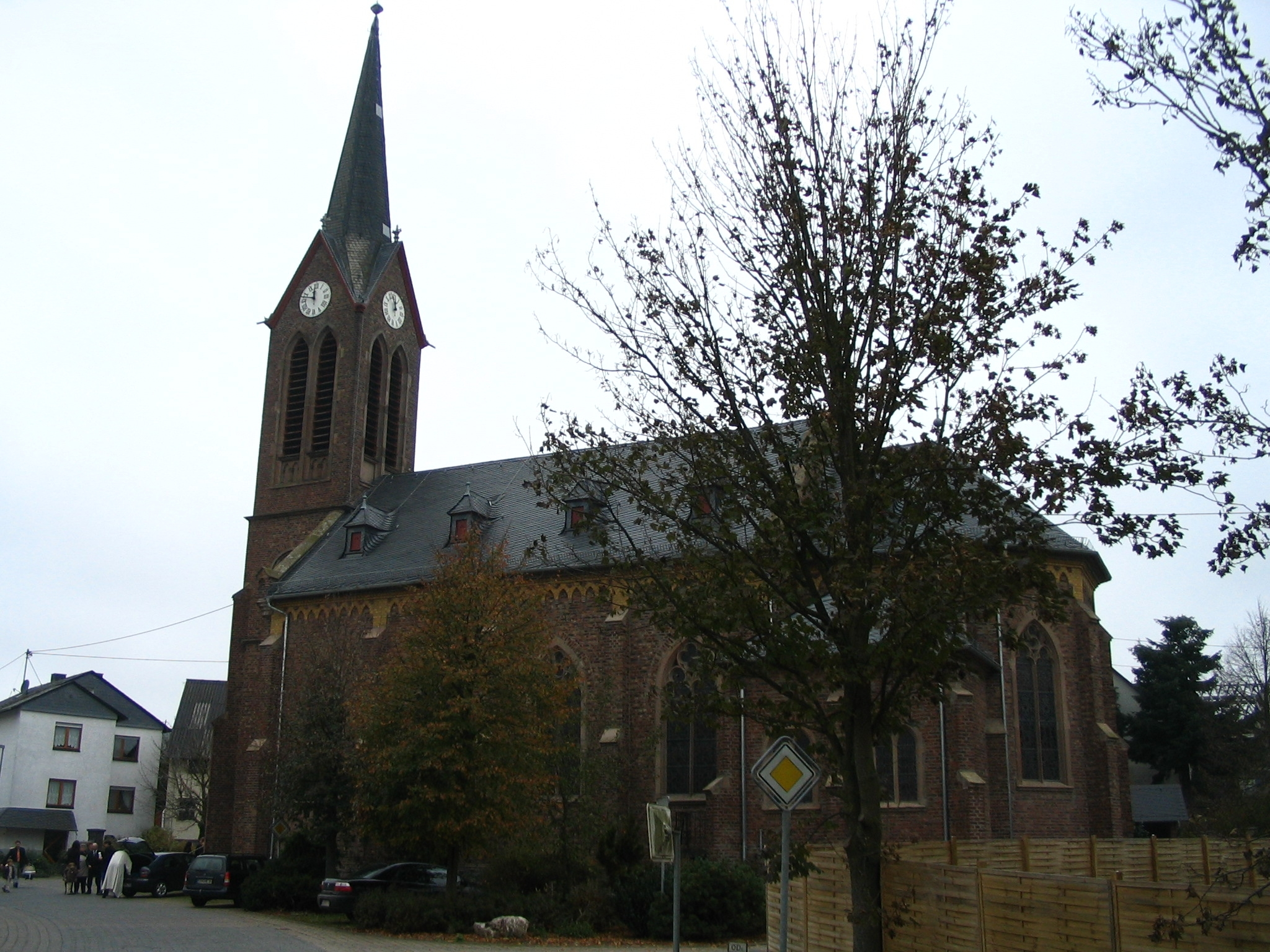
Церковь